# Bartosz Dominiak
Bartosz Cyprian Dominiak (* 31. Mai 1976) ist der Stellvertretende Vorsitzende der Sozialdemokratie Polens (SdPl), deren kommissarischer Vorsitzender er 2008 für einige Monate war. Absolvent der Handelshochschule Warschau (SGH), wo er Internationale Wirtschafts- und politische Beziehungen im Rahmen des Polnisch-Französischen Programms für Europäische Studien studiert hatte. Ferner schloss er die Schule für Menschenrechte (2000) ab. Er arbeitete in der staatlichen und in der Selbstverwaltung, war 2004 bis 2005 als Berater des Gesundheitsministers tätig und ist Vizevorsitzender der SdPl in der Wojewodschaft Mazowieckie. Seit 2006 bis 2010 war er Abgeordneter im Stadtrat von Warschau und dort Vorsitzender des Gesundheitsausschusses.